# Янніс Рагусіс

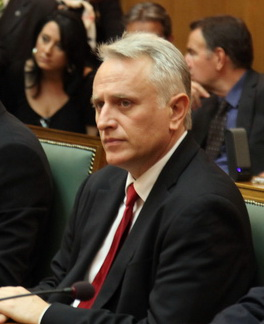
Янніс Рагусіс, 2009 рік

Янніс Рагусіс (грец. Γιάννης Ραγκούσης, 11 грудня 1965, Афіни) — грецький політик, міністр внутрішніх справ Греції (2009 - 2011), міністр інфраструктури, транспорту та мереж Греції (2011).

## Біографічні відомості
Янніс Рагусіс народився в Афінах у 1965 році. Навчався на економічному факультеті Університету Аристотеля в Салоніках. Закінчив аспірантуру з розвитку економіки в Університеті Сассекса, Східний Сассекс, Англія.
Одружений, має двох дочок і сина.

### Політична кар'єра
1983 року став членом ПАСОК. Ще під час навчання був членом Центральної Ради ΦΕΑΠΘ (Студентський союз Університету Аристотеля в Салоніках) з 1986 по 1989 рік і ΕΦΕΕ в період 1991—1992 років. В 1990—1991 роках Янніс Рагусіс був секретарем міжнародних відносин молодіжної організації ПАСОК і в 1991—1992 роках служив секретарем ΠΑΣΠ ΑΕΙ (грец. Πανελλήνια Αγωνιστική Σπουδαστική Παράταξη, студентська організація, також належить до ПАСОК). Між 1994—1996 роками він служив членом Центрального комітету ПАСОК.
Водночас в 1994—1995 роках очолював з моменту створення Науково-дослідного центру з питань гендерної рівності (Κέντρο Ερευνών για Θέματα Ισότητας). З 1995 по 1998 роки був спеціальним радником тодішнього грецького єврокомісара Христоса Папуціса. 2002 року Янніс Рагусіс обраний мером міста Парос і переобраний в 2006 році. Був членом Ради номархії Кіклад.
У серпні 2007 року став речником ПАСОК, обіймав цю посаду до березня 2008 року. Також у вересні 2007 року вперше обраний членом Грецького парламенту від партії ПАСОК. У березні 2008 року на 8-й Конференції ПАСОК обраний секретарем Національної ради партії. 7 жовтня 2009 року призначений міністром внутрішніх справ Греції. Від 17 червня 2011 року міністр інфраструктури, транспорту та мереж Греції.
Після відставки Йоргоса Папандреу та формування коаліційного уряду на чолі із Лукасом Пападімосом Янніс Рагусіс замінений 11 листопада 2011 року на посаді міністра транспорту Макісом Ворідісом. Відтоді Рагусіс обіймає посаду заступника міністра національної оборони Греції.